# Van Houten (chocolat)
Pour les articles homonymes, voir Van Houten.
Van Houten est une marque enregistrée depuis 1896 aux Pays-Bas. Célèbre pour son cacao en poudre, elle est dès la fin du XIXe siècle, citée dans les dix marques les plus connues aux États-Unis. Actuellement propriété du groupe belgo-suisse Barry Callebaut, elle perpétue l'héritage de la chocolaterie néérlandaise fondée en 1815 à Amsterdam (Royaume uni des Pays-Bas).

## Histoire

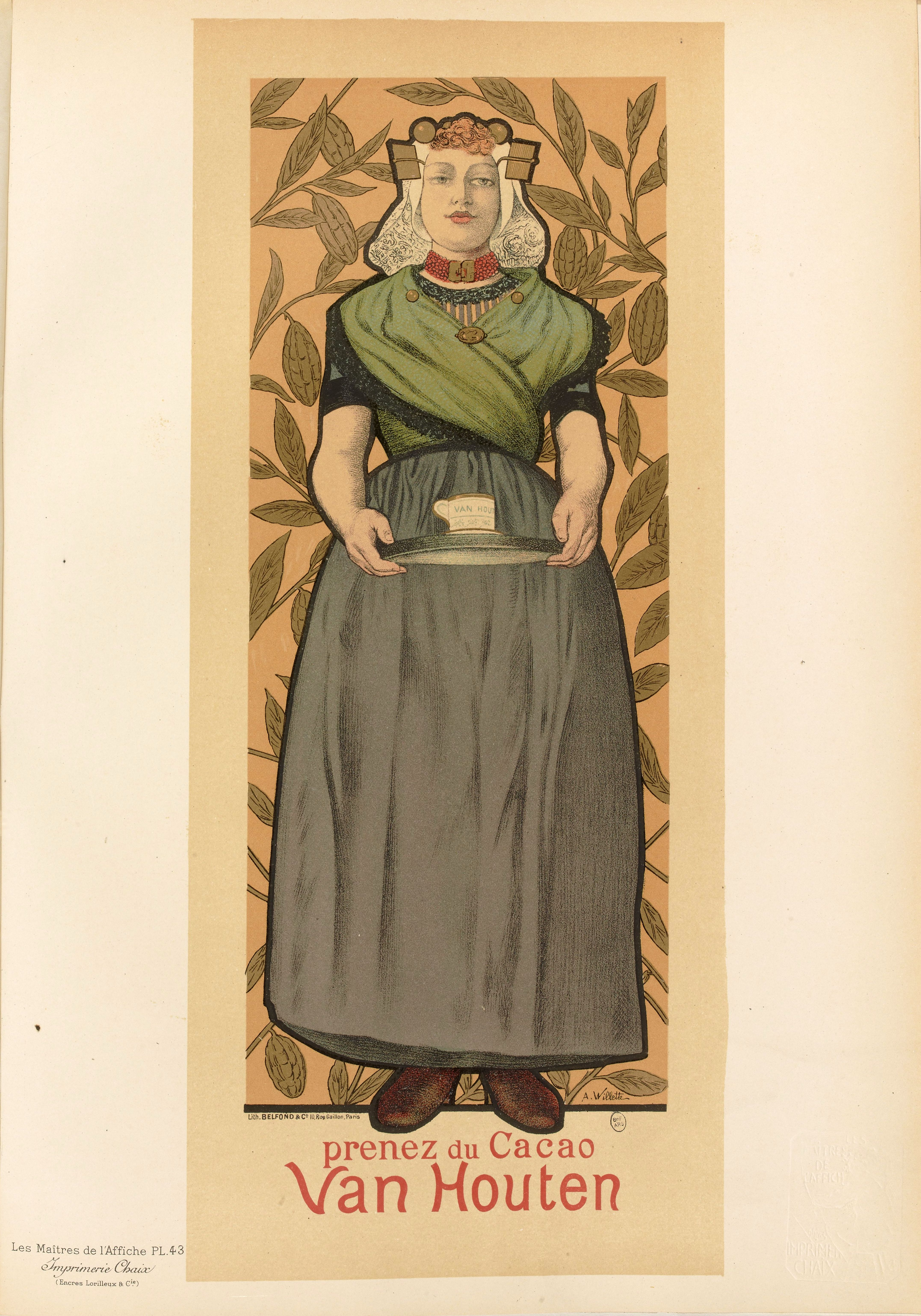
Affiche (c 1896) par Adolphe Willette.

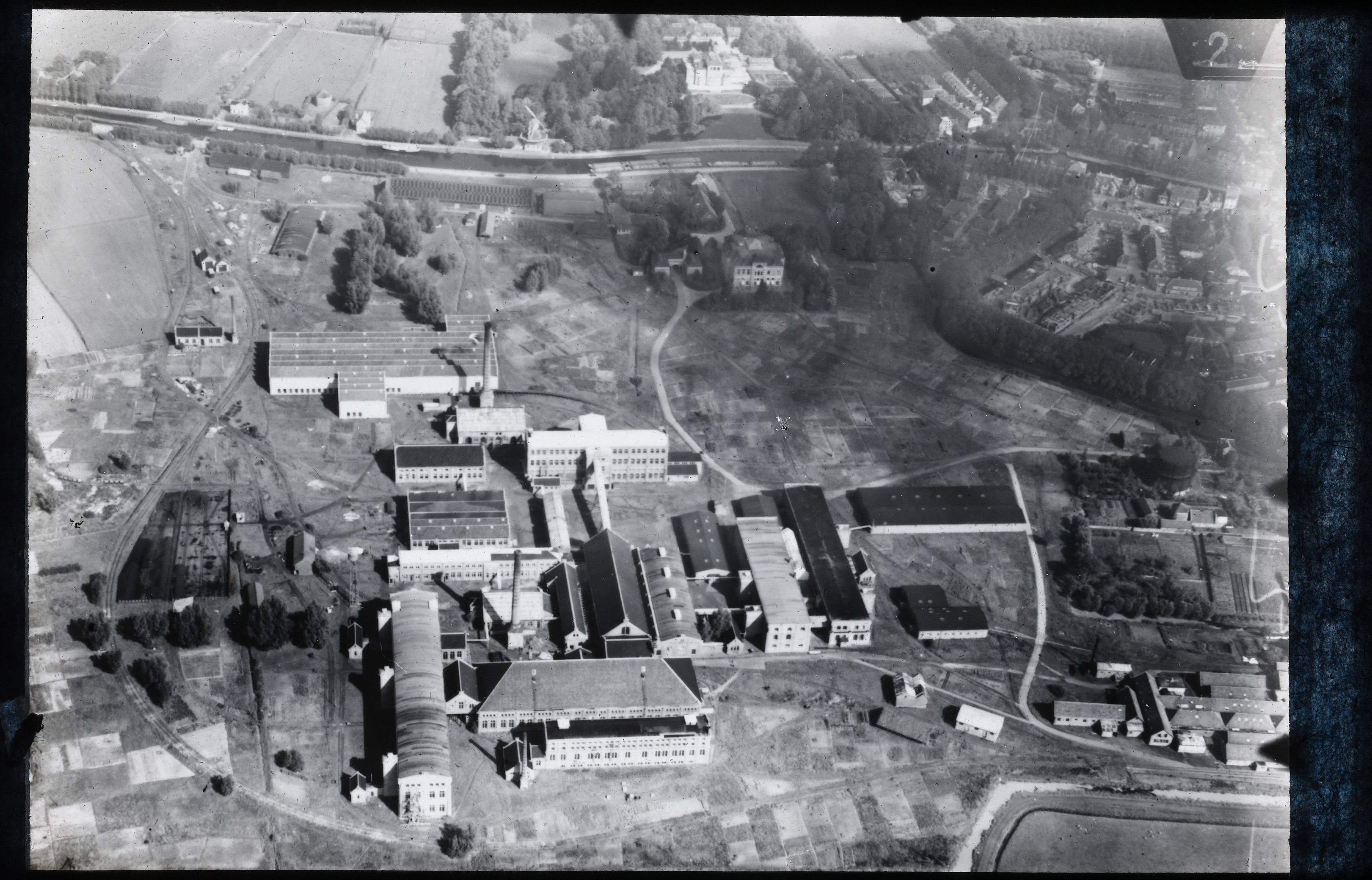
Vue aérienne de la fabrique de Weesp (vers 1930)

L'entreprise est fondée en 1815 à Amsterdam par Coenraad Johannes van Houten. En 1828, celui-ci invente un procédé permettant d'extraire du cacao une poudre facile à délayer dans de l'eau ou du lait, ce qui fait rapidement la fortune de l'entreprise. Dès la seconde moitié du XIXe siècle, la marque est l'une des plus connues au monde. 
En 1961, Van Houten comptait 2 500 employés, dont 1 300 en dehors des Pays-Bas. Les produits ont été exportés dans plus de 70 pays, dont le Japon, Hong Kong, le Canada et l’Italie.
L’usine Van Houten est vendue à WR Grace and Company en 1963. Le groupe américain a acquis une participation de 76 % dans Van Houten auprès de Geert et Maarten van Mesdag, descendants des fondateurs des usines Van Houten. Van Houten a continué à fonctionner en tant qu’entreprise indépendante, avec un effectif de 2 500 personnes, dont environ 1 000 à l’étranger. En 1968, W. R. Grace vend 51 % des actions de Van Houten à la société américaine Peter Paul Inc. L’une des raisons pour lesquelles Peter Paul achète la participation était d’obtenir des opportunités de vente pour des produits américains par le biais du réseau de Van Houten.
L'entreprise crée des usines en France, en Allemagne, en Grande-Bretagne, aux États-Unis et à Singapour.
En 1972, les propriétaires américains ont vendu les droits exclusifs de fabrication et de vente des produits Van Houten presque dans le monde entier à la chocolaterie allemande Leonard Monheim. Monheim a repris l’organisation des ventes et a déplacé la production de Weesp vers ses propres usines en Allemagne. En 1971, les usines de Weesp ont été fermées et 573 employés se sont retrouvés au chômage.
En 1986, elle est rachetée par le groupe Jacobs Suchard. Depuis 2000, elle fait partie du groupe suisse Barry Callebaut.

## Établissements
Les ateliers de la manufacture Van Houten, étaient établis en France au 11, rue Lazare-Hoche à Boulogne sur Seine (Seine).
Le dépôt parisien était sis à la fin du XIXe siècle au 2, rue Sainte-Cécile .

## Galerie

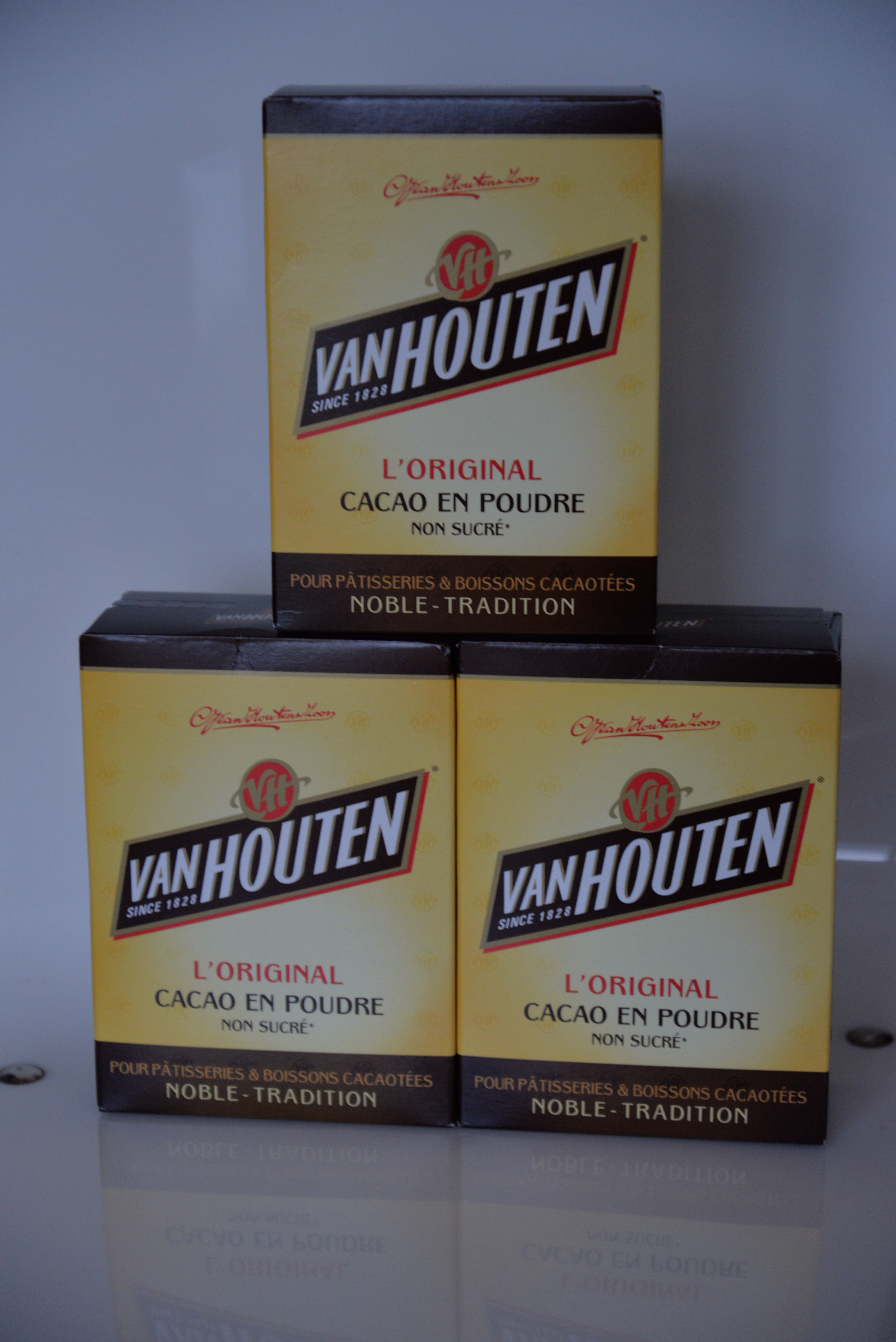
Boîtes de cacao en poudre Van Houten.
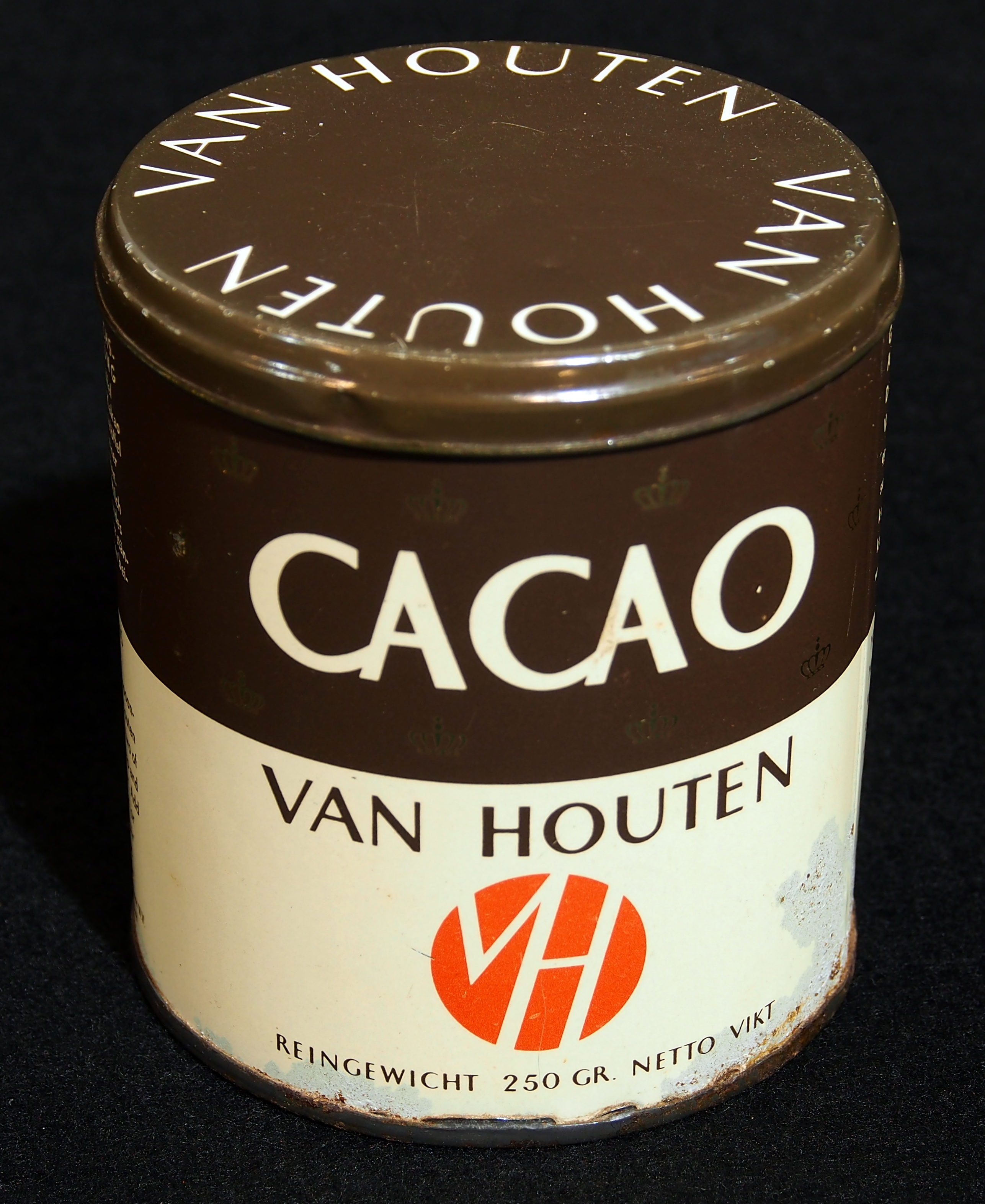
Boîte 250 g.
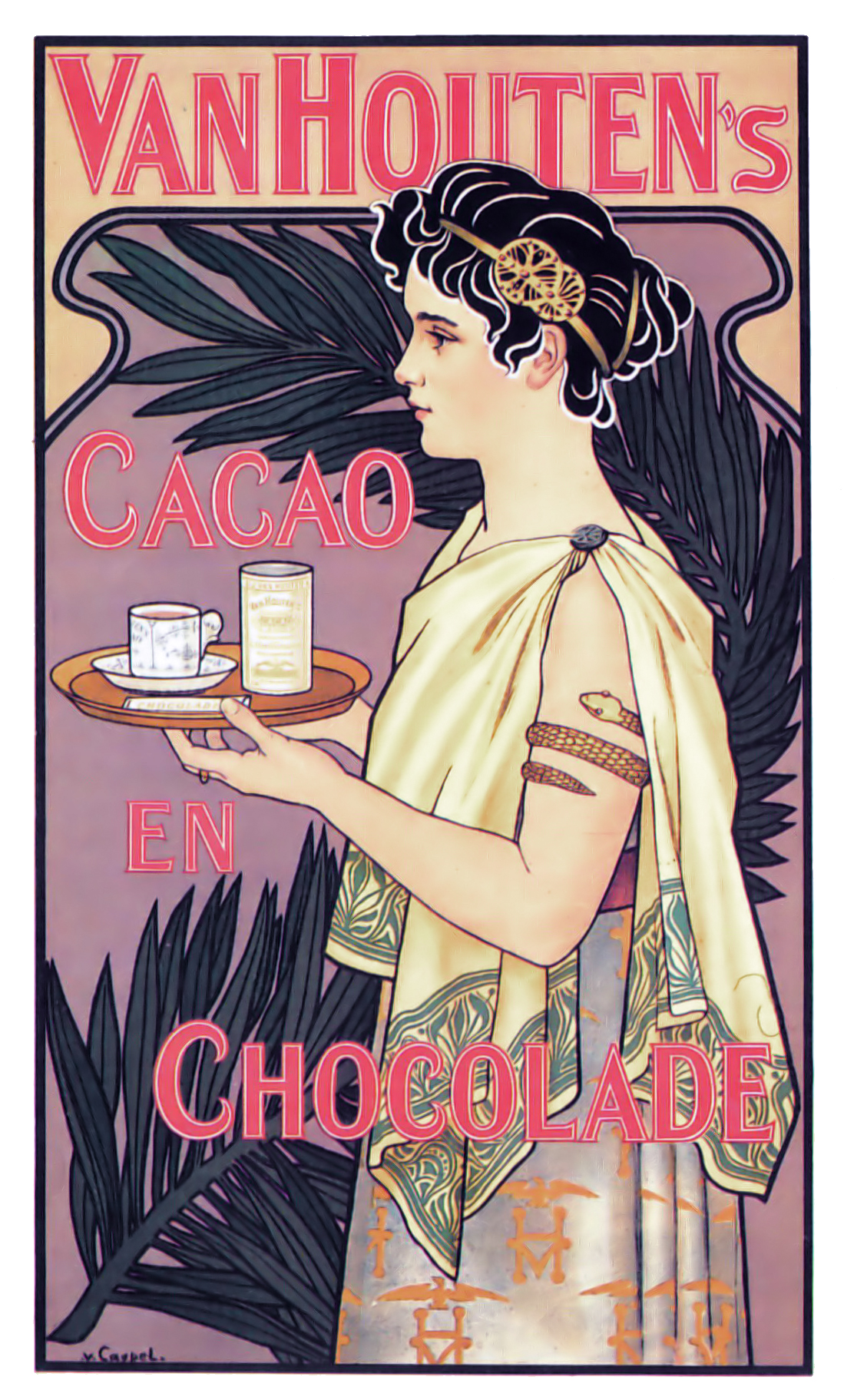
Affiche de J.G. van Caspel, 1899.
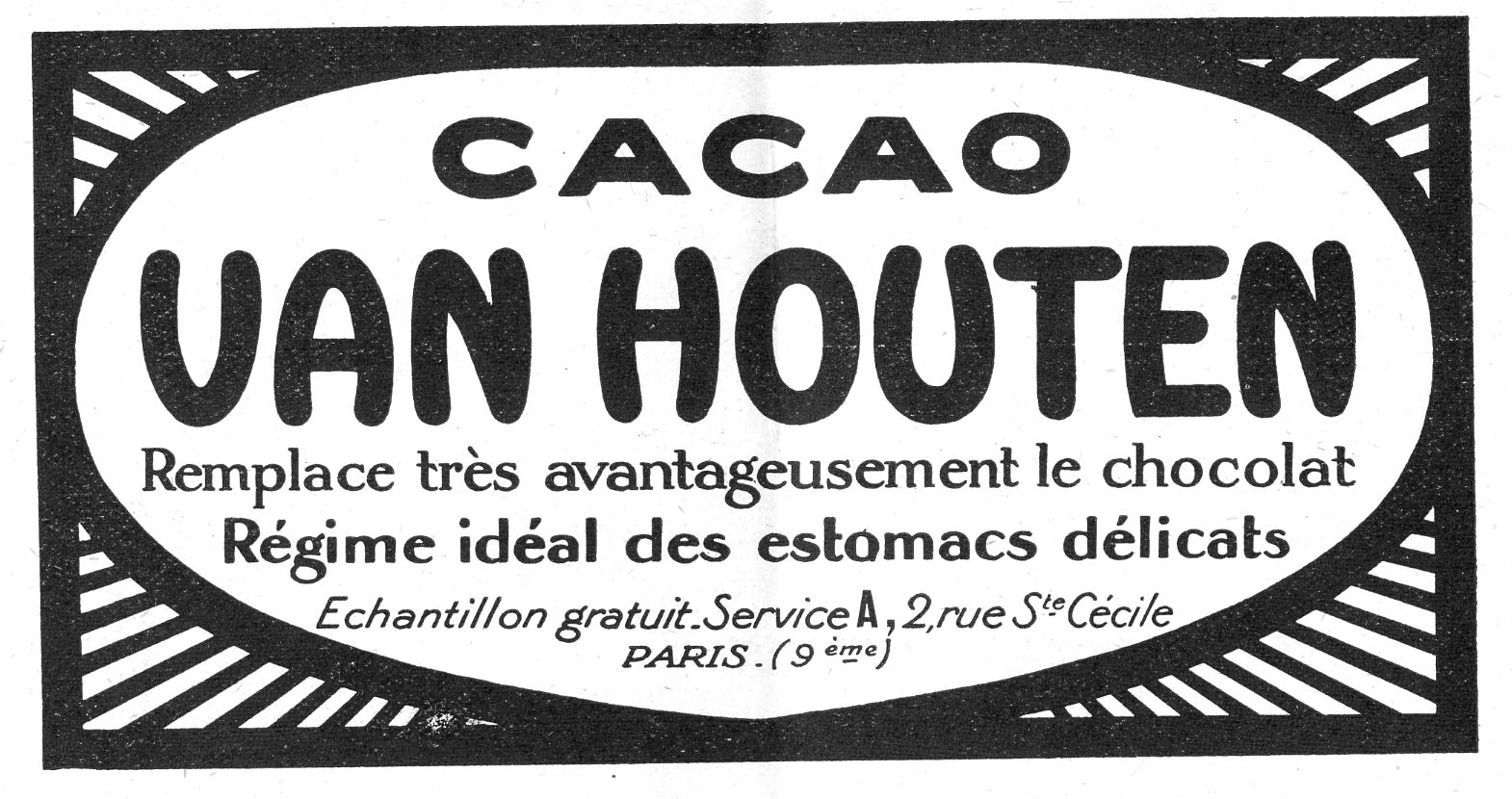
Réclame dans un périodique français (L'Illustration, 1923)